# VM6:an

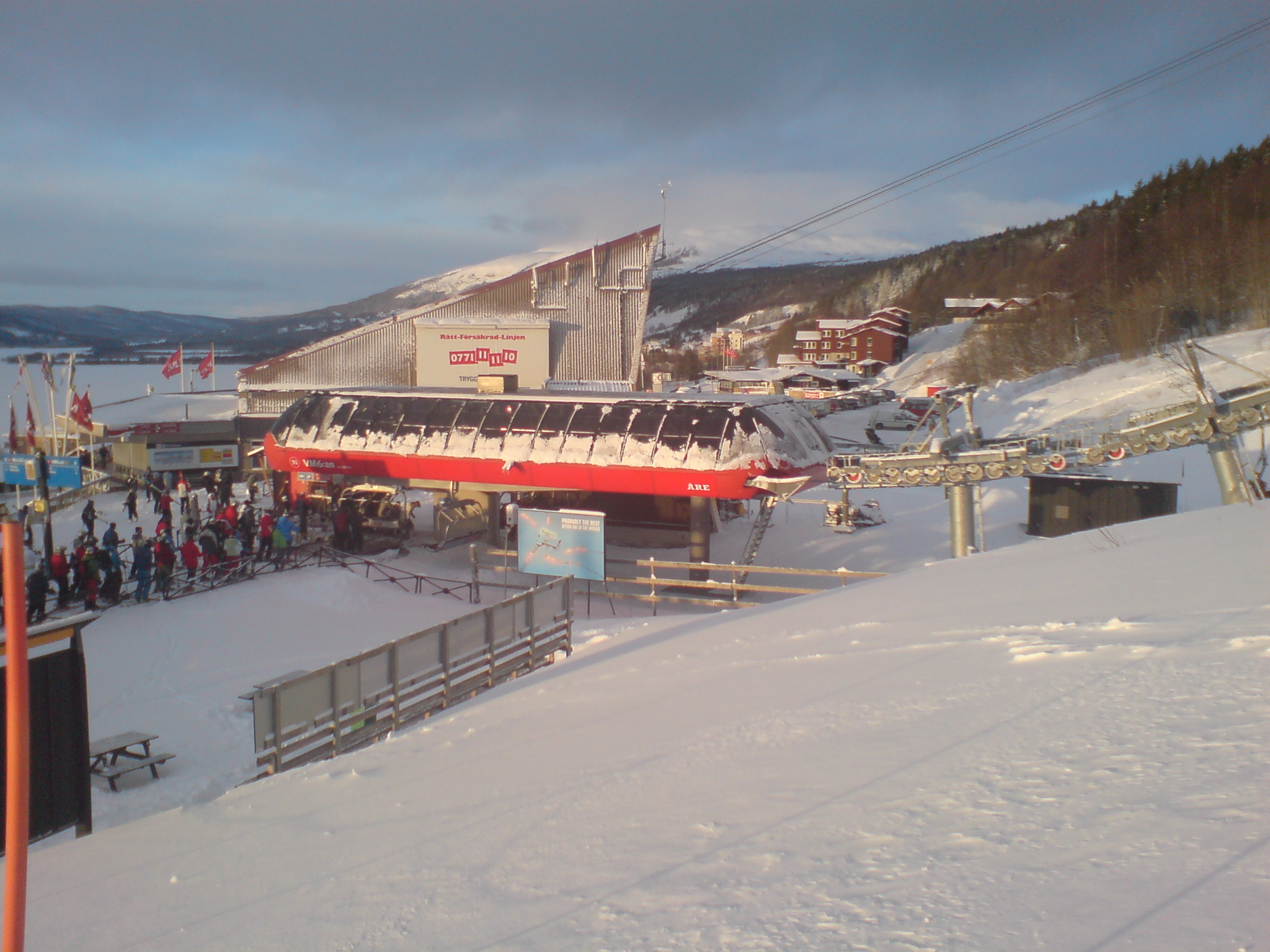
Dalstationen på Stjärntorget, intill Kabinbanehuset. VM6:an ersatte i huvudsak tvåstolsliften Stjärnliften (från 1984), med halverad åktid och nästan tredubblad kapacitet, i en helt ny sträckning (några tiotal meter åt väst).

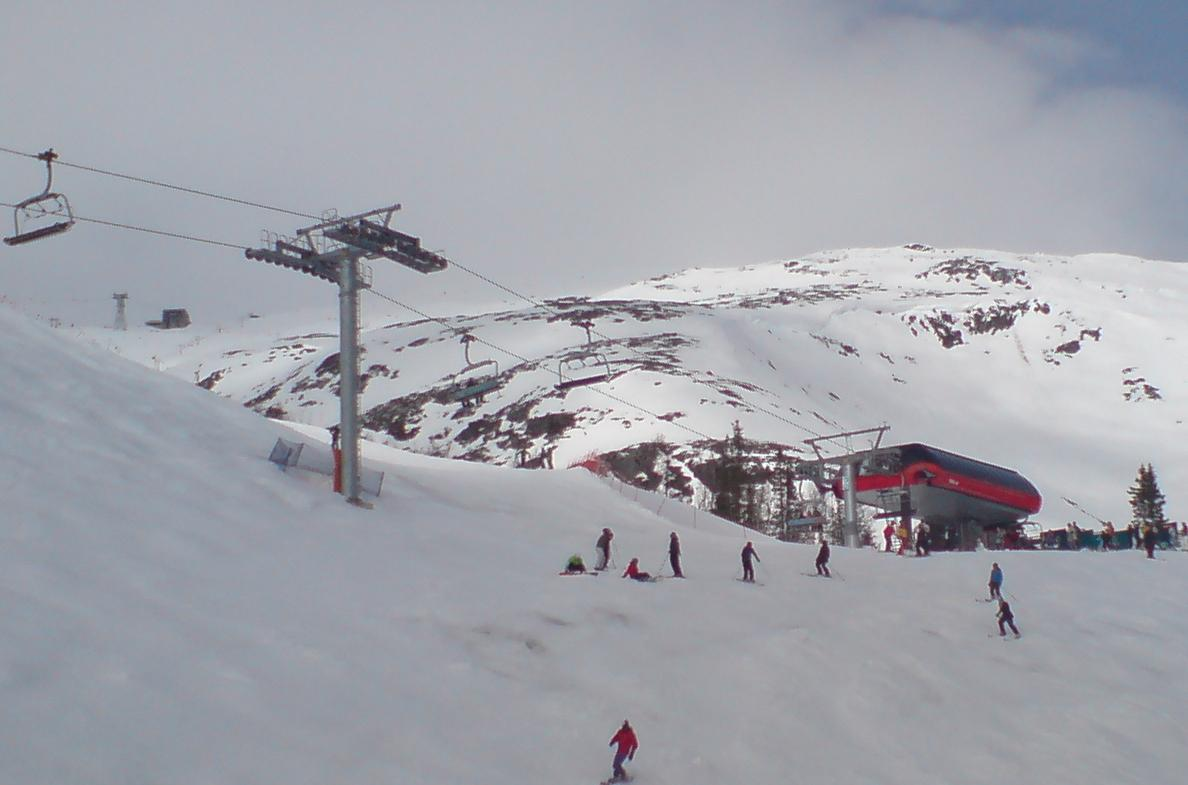
Bergstationen, med Åre Ravin i bakgrunden.

VM6:an är en kopplingsbar sexstolslift i Åre skidområde. Liften tillverkades av Leitner Ropeways 2002, och vid byggnationen användes världens största helikopter Mil Mi-26.
Liften användes 2005–2023 även på sommaren för att, liksom Hummelliften, transportera cyklister (i Åre Bike Park) och vandrare.

## Historia
I samband med bygget av VM6:an och (nya) Hummelliften blev det området helt förnyat. När de fasta tvåstolsliftarna Stjärnliften, Fjällgårdsliften och gamla Hummelliften samt den vinklade ankarliften Turistliften hade rivits och markarbetet för de nya liftarna hade påbörjats tillgavs Åre den 6 juni 2002 arrangemanget av Alpina VM 2007. Året innan (2001) anlades Stjärnbacken och Månbranten, och knattebacken Fjällängen med lift revs. VM6:an och (nya) Hummelliften blev för övrigt Skistars första storinvestering i Åre, efter förvärvet av skidområdet 1999.
Det var ett tag oklart vilken sträckning de nya liftarna skulle få; ett av alternativen var en ersättningslift från Stjärntorget och direkt upp till Mörvikshummeln, men blev inte så – dels för att en sådan skulle riskera i för mycket stillestånd på grund av traktens ökända vind, men också för att den skulle försvåra utförsåkningen för den största majoriteten av åkare.
Den historiska Fjällgårdsliften (byggd 1952 som korglift sammansatt med gamla Hummelliften, inför VM 1954, men byggdes om till tvåstolslift 1979 med ny och delad sträckning) togs bort främst för att VM6:an ansluter till samma backar, och allmänintresset för att kliva på en lift halvvägs med längre åktid ansågs skulle minska med allt större marginaler. Istället hade Fjällgårdsexpressen börjat planeras till en överskådlig framtid sedan 2001 (som verkställdes 2013).

## Teknisk data
- Längd: 1 100 m
- Fallhöjd: 340 m
- Max hastighet: 5 m/s (cirka 3 m/s under sommardrift)
- Max kapacitet: 3 000 pers/tim
- Antal stolpar: 13 st
- Antal stolar: 68 st (46 under sommardrift)
- Vajerdiameter: 46 mm
- Driveffekt (start): 588 kW

## Galleri

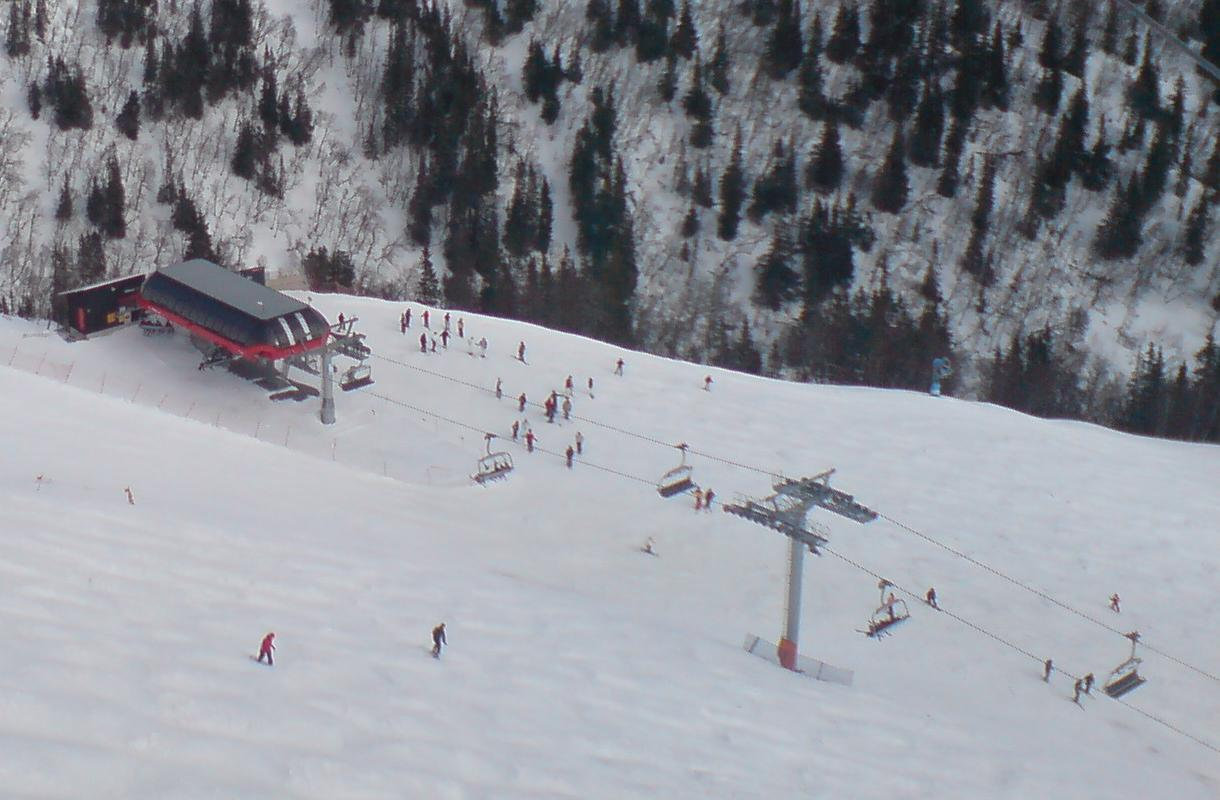
Bergstationen sedd från den svarta (svåra) nedfarten Hummelbranten.
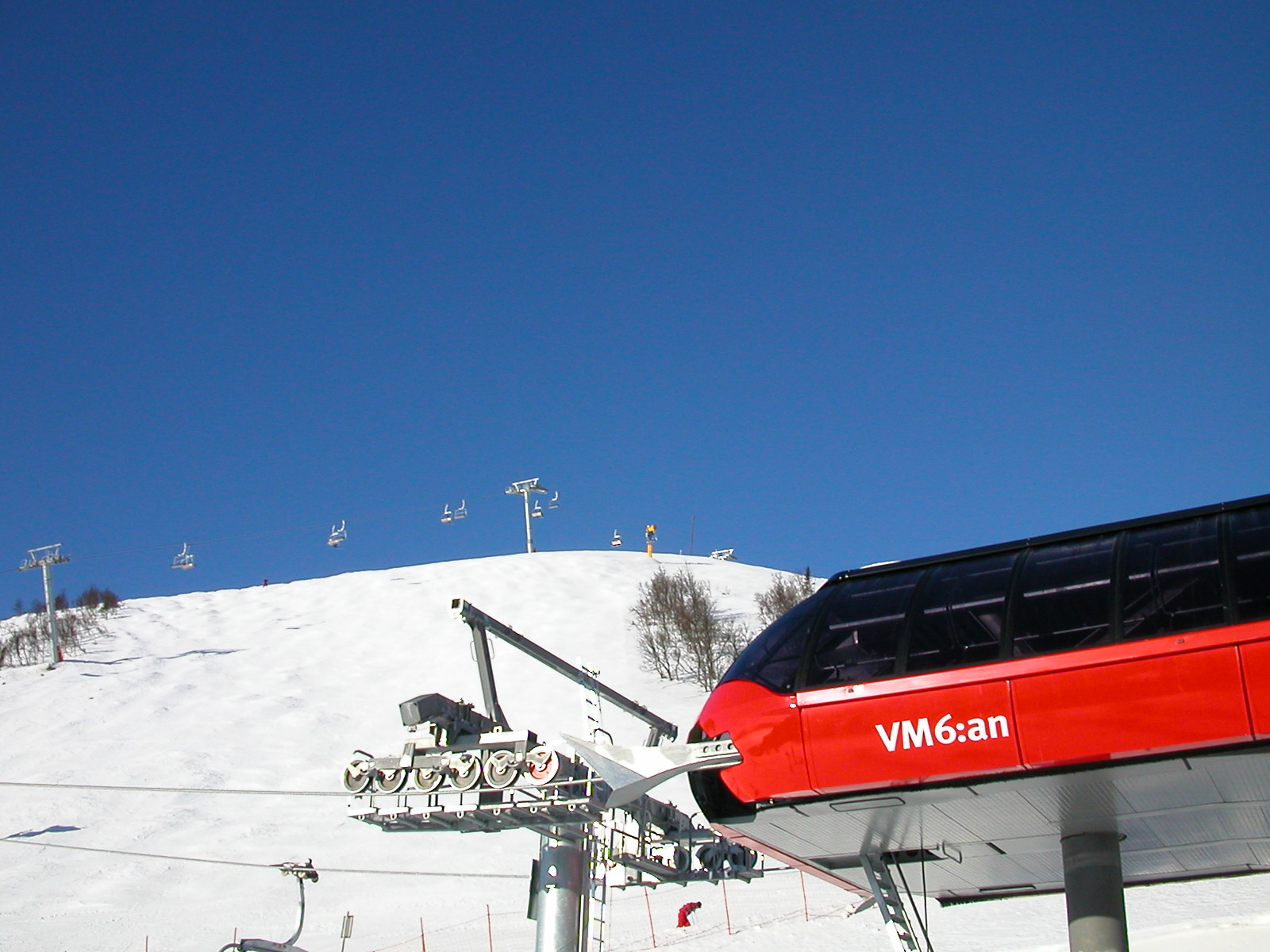
Hummelbranten och Hummelliften i bakgrunden.
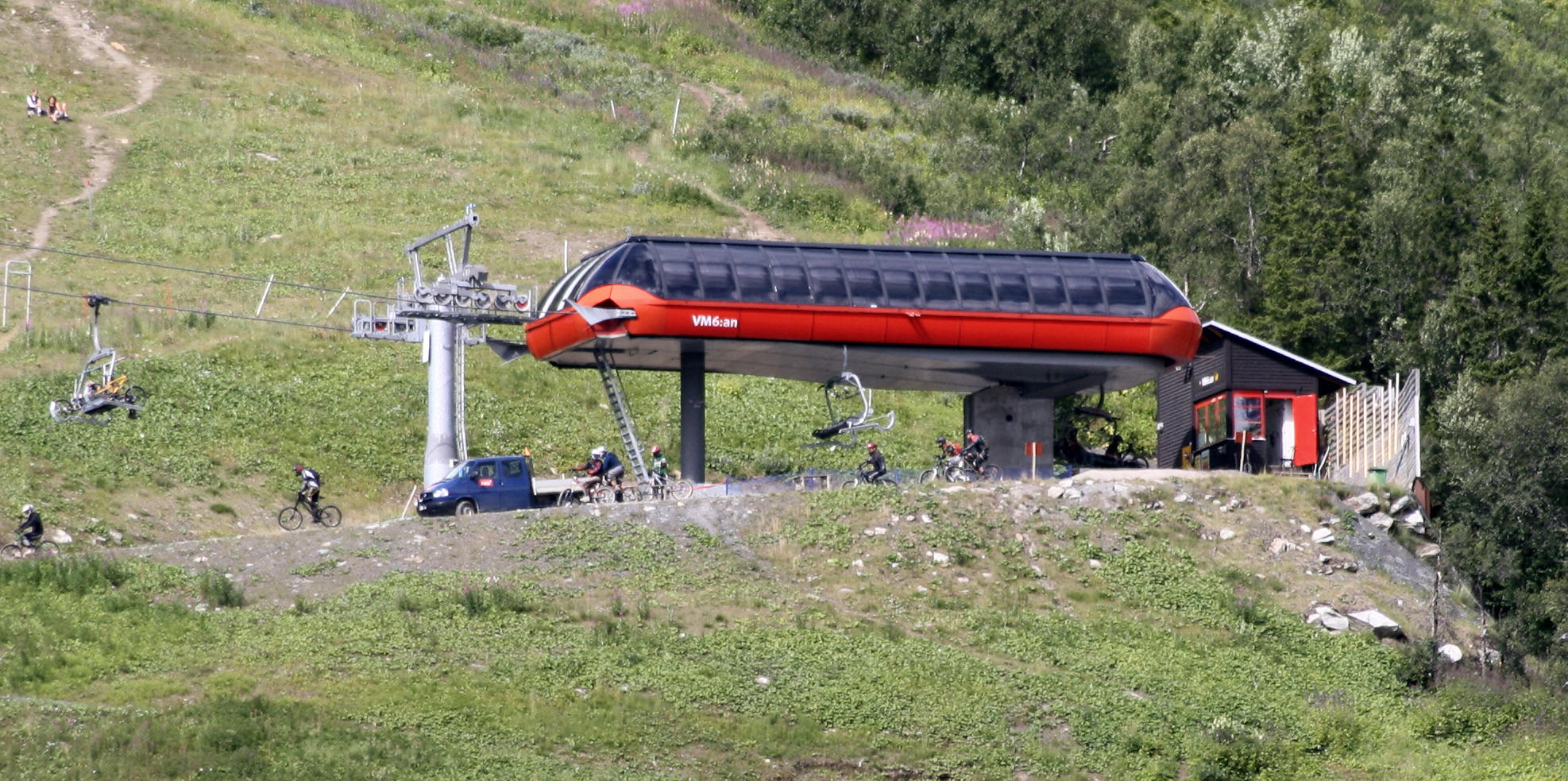
Bergstationen sommartid, då det är säsong för downhill-cykling och vandring på fjället. Vid fotoplatsen är starten av Åre Ziplinepark belägen, vilken öppnade 2007 (i Camp Åres ägo) och är Europas största sådan.